# 오주르게티 역사박물관

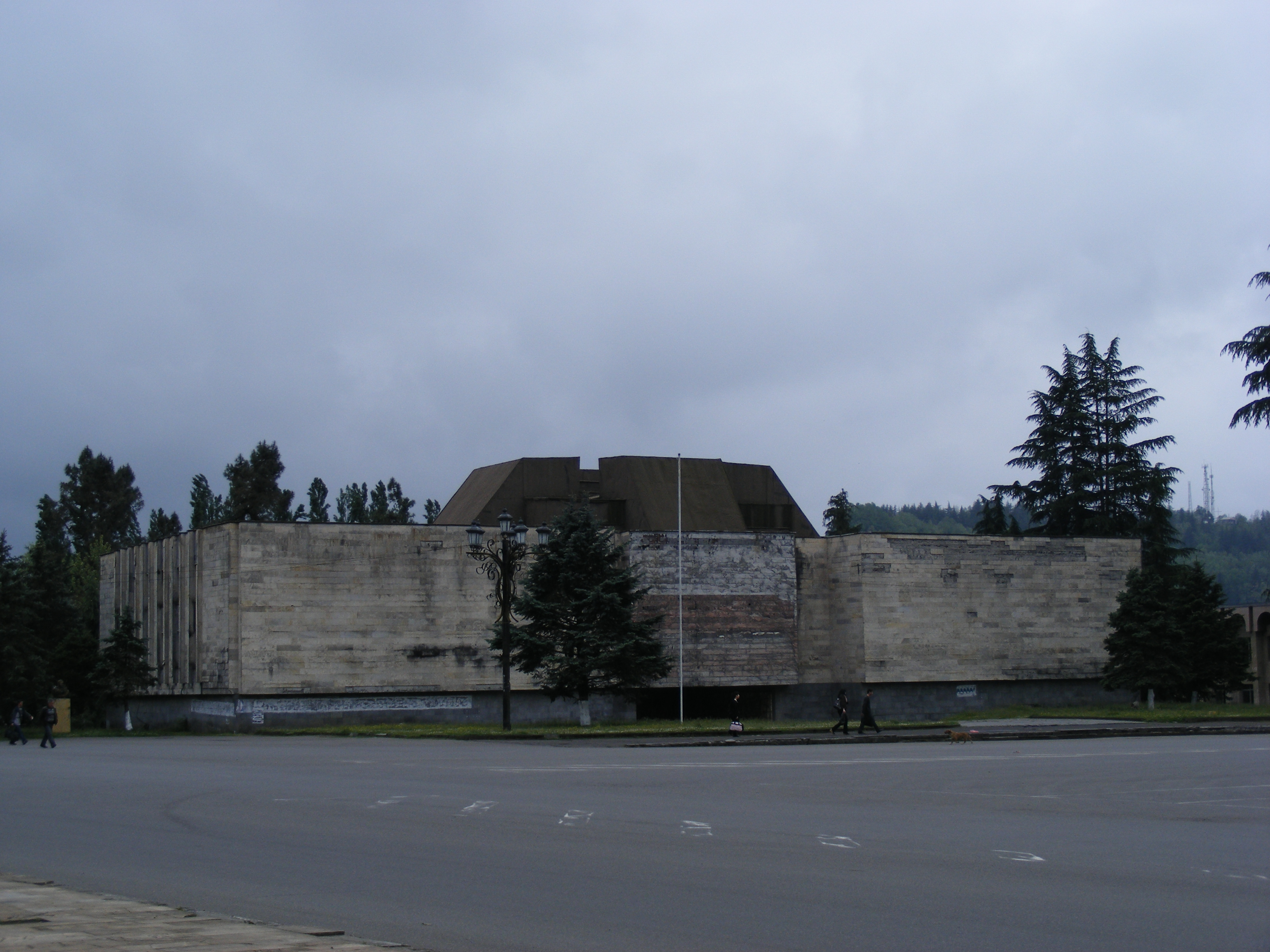
오주르게티 역사 박물관

오주르게티 역사 박물관(조지아어: ოზურგეთის ისტორიული მუზეუმი)은 조지아 서부에 위치한 도시 오주르게티에 있는 박물관이다.